# 2438 Oleshko
A 2438 Oleshko (ideiglenes jelöléssel 1975 VO2) a Naprendszer kisbolygóövében található aszteroida. Tamara Mihajlovna Szmirnova fedezte fel 1975. november 2-án.